# UFC Fight Night: Pettis vs. Moreno
UFC Fight Night: Pettis vs. Moreno (también conocido como UFC Fight Night 114) fue un evento de artes marciales mixtas organizado por Ultimate Fighting Championship. Se llevó a cabo el 5 de agosto de 2017 en el Arena Ciudad de México, en México.

## Historia
El evento estelar contó con un combate de peso mosca entre Sergio Pettis y Brandon Moreno.
En el evento coestelar se enfrentaron Alexa Grasso y Randa Markos.